# Sophia (Byzanz)

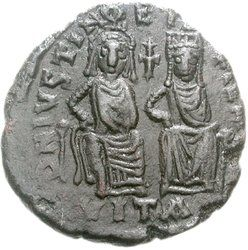
Justin II. und Sophia, Halbfollis

Aelia Sophia (mittelgriechisch Αἴλια Σοφία; * um 530; † nach 601) war die Ehefrau des oströmischen Kaisers Justin II. (565–578).

## Leben
Der Kirchengeschichte des Johannes von Ephesos zufolge war Sophia eine Nichte von Theodora I. Während der Herrschaft Justinians heiratete sie dessen Neffen Justin. Das Paar hatte mindestens zwei Kinder, einen Sohn Justus und eine Tochter Arabia.
Seit dem Jahr 565 Kaiserin, wurde Sophia als erste Augusta auf Münzen mit denselben Insignien wie der kaiserliche Gemahl dargestellt. Von Anfang an übte sie großen Einfluss auf Justins Personal- und Finanzpolitik aus. Als der Kaiser im Zuge der Misserfolge im Perserkrieg seit Ende 573 Anzeichen einer schweren Geisteskrankheit zeigte, übernahm Sophia die Regierungsgeschäfte. Es gelang ihr, mit Chosrau I. einen dreijährigen Waffenstillstand auszuhandeln. Um ihre innere Machtposition abzusichern, ließ sie den Kaiser in einer „klaren Phase“ am 7. Dezember 574 den comes excubitorum und erfolgreichen General Tiberius Constantinus zum Caesar und Mitregenten erheben. Sophia soll weitere Heiratspläne verfolgt haben, allerdings weigerte sich Tiberios, sich von seiner Frau Ino Anastasia zu trennen.
Nach dem Tod Justins und der Thronbesteigung des Tiberios am 5. Oktober 578 wurde Sophia als Regentin abgesetzt, behielt aber den Titel Augusta und eine Wohnung im Palast. Weil sie sich mit dem Machtverlust nicht abfinden wollte, beteiligte sie sich Gregor von Tours zufolge an einer Hofintrige mit dem Ziel, Tiberios durch Justinian, den jüngeren Bruder des ermordeten Feldherrn Justin, zu ersetzen. Das Komplott wurde aufgedeckt, was allerdings für Sophia ohne gravierende Folgen blieb.
Auch während der Herrschaft von Tiberios' Nachfolger Maurikios residierte sie weiterhin in ihren kaiserlichen Gemächern in Konstantinopel. Letztmals wird Sophia im Zusammenhang mit Osterfeierlichkeiten in der Hagia Sophia im Jahr 601 erwähnt. Es ist unklar, ob sie den Sturz des Maurikios und die von Phokas befohlenen Massaker im folgenden Jahr überlebt hat.